# Ліга чемпіонів з хокею 2020—2021
Ліга чемпіонів з хокею 2020—2021 — скасований сезон Ліги чемпіонів.

## Вплив пандемії COVID-19
Через пандемію COVID-19 в Європі більшість ліг Європи достроково завершили національні чемпіонати. Тож до Ліги кваліфікувались найкращі клуби за підсумками регулярних чемпіонатів. У Британський елітнії лізі таке право отримала команда «Кардіфф Девілс». Чемпіон Словацької Екстраліги «Банська Бистриця» відмовився від участі через відсутність належної льодової арени і їх замінив білоруський «Німан» Гродно.
15 вересня Ліга оголосила про те що «Кардіфф Девілс» відмовився від участі через скасування сезону 2020–21.
13 жовтня 2020 Ліга оголосила про скасування цьогорічного турніру через погіршення ситуації через пандемію COVID-19.

## Кваліфікація
| Клуб                 | Місто       | Ліга                     | Кваліфікація                      |
| -------------------- | ----------- | ------------------------ | --------------------------------- |
| Фрелунда             | Гетеборг    | Шведська хокейна ліга    | Переможець 2020                   |
| Лулео                | Лулео       | Шведська хокейна ліга    | чемпіон регулярного сезону        |
| Фер'єстад            | Карлстад    | Шведська хокейна ліга    | 2-е місце регулярного чемпіонату  |
| Регле                | Енгельгольм | Шведська хокейна ліга    | 3-є місце регулярного чемпіонату  |
| Шеллефтео АІК        | Шеллефтео   | Шведська хокейна ліга    | 4-е місце регулярного чемпіонату  |
| ЦСК Лайонс           | Цюрих       | Національна ліга А       | чемпіон регулярного сезону        |
| Цуг                  | Цуг         | Національна ліга А       | 2-е місце регулярного чемпіонату  |
| Давос                | Давос       | Національна ліга А       | 3-є місце регулярного чемпіонату  |
| Женева-Серветт       | Женева      | Національна ліга А       | 4-е місце регулярного чемпіонату  |
| Біль                 | Біль        | Національна ліга А       | 5-е місце регулярного чемпіонату  |
| Ред Булл (Мюнхен)    | Мюнхен      | Німецька хокейна ліга    | чемпіон регулярного сезону        |
| Адлер Мангайм        | Мангайм     | Німецька хокейна ліга    | 2-е місце регулярного чемпіонату  |
| Штраубінг Тайгерс    | Штраубінг   | Німецька хокейна ліга    | 3-є місце регулярного чемпіонату  |
| Айсберен Берлін      | Берлін      | Німецька хокейна ліга    | 4-е місце регулярного чемпіонату  |
| Кярпят               | Оулу        | Лійга                    | чемпіон регулярного сезону        |
| Лукко                | Раума       | Лійга                    | 2-е місце регулярного чемпіонату  |
| Таппара              | Тампере     | Лійга                    | 3-є місце регулярного чемпіонату  |
| Ільвес               | Тампере     | Лійга                    | 4-е місце регулярного чемпіонату  |
| Білі Тигржи          | Ліберець    | Чеська екстраліга        | чемпіон регулярного сезону        |
| Оцеларжи (Тржинець)  | Тржинець    | Чеська екстраліга        | 2-е місце регулярного чемпіонату  |
| Спарта (Прага)       | Прага       | Чеська екстраліга        | 3-є місце регулярного чемпіонату  |
| Ред Булл (Зальцбург) | Зальцбург   | Австрійська хокейна ліга | чемпіон регулярного сезону        |
| Больцано             | Больцано    | Австрійська хокейна ліга | regular season pick round winner  |
| Відень Кепіталс      | Відень      | Австрійська хокейна ліга | 3-є місце регулярного чемпіонату  |
| Сеннер'юск Айсхокей  | Хадерслев   | Суперліга                | переможець Континентального кубку |
| Ольборг Пайретс      | Ольборг     | Суперліга                | чемпіон регулярного сезону        |
| Юність-Мінськ        | Мінськ      | Білоруська Екстраліга    | переможець плей-оф                |
| Німан Гродно         | Гродно      | Білоруська Екстраліга    | чемпіон регулярного сезону        |
| Гренобль             | Гренобль    | Ліга Магнус              | чемпіон регулярного сезону        |
| Ставангер Ойлерс     | Ставангер   | ГЕТ-Ліга                 | чемпіон регулярного сезону        |
| ГКС Тихи             | Тихи        | Польська Екстраліга      | чемпіон регулярного сезону        |

## Плей-оф
Спочатку планувався груповий турнір але через пандемію COVID-19 сезон мав розпочатись одразу з плей-оф у жовтні. Однак 13 жовтня  2020 цьогорічні змагання в Лізі чемпіонів були повністю скасовані.

### 1/16 фіналу
| Команда1             | Результат | Команда2            | 1 матч | 2 матч |
| -------------------- | --------- | ------------------- | ------ | ------ |
| Білі Тигржи          |           | ГКС (Тихи)          |        |        |
| Кярпят               |           | Ольборг Пайретс     |        |        |
| Оцеларжи (Тржинець)  |           | Юність (Мінськ)     |        |        |
| Ред Булл (Зальцбург) |           | Таппара             |        |        |
| Штраубінг Тайгерс    |           | Женева-Серветт      |        |        |
| Регле                |           | Ставангер Ойлерс    |        |        |
| Ред Булл (Мюнхен)    |           | Ільвес              |        |        |
| Лукко                |           | Спарта (Прага)      |        |        |
| Лулео                |           | Айсберен Берлін     |        |        |
| Адлер Мангайм        |           | Гренобль            |        |        |
| Фрелунда             |           | Німан (Гродно)      |        |        |
| Больцано             |           | Біль                |        |        |
| Фер'єстад            |           | Кардіфф Девілс      |        |        |
| Давос                |           | Відень Кепіталс     |        |        |
| Цуг                  |           | Шеллефтео АІК       |        |        |
| ЦСК Лайонс           |           | Сеннер'юск Айсхокей |        |        |